# Musée privé Robert Mouawad

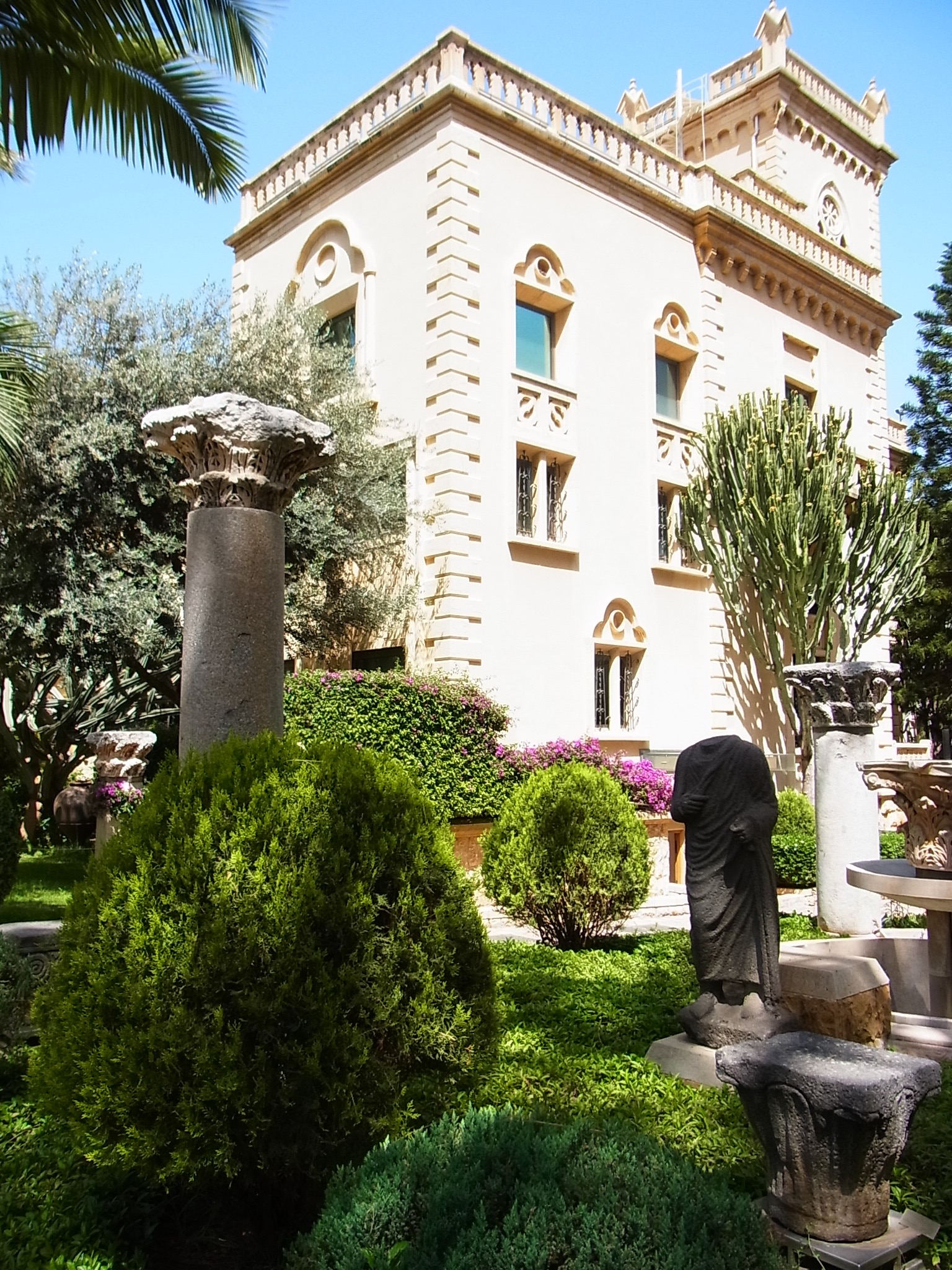
Vue du musée.

Le musée privé Robert-Mouawad (arabe : متحف روبير معوض الخاص) est un musée privé situé à Beyrouth dans le quartier de Zokak el-Blat. Il a été fondé par l'homme d'affaires libanais Robert Mouawad. Le palais qui l'abrite, construit en style néogothique en 1891, a été la demeure du collectionneur et homme politique Henri Pharaon (1901-1993),. 

## Description

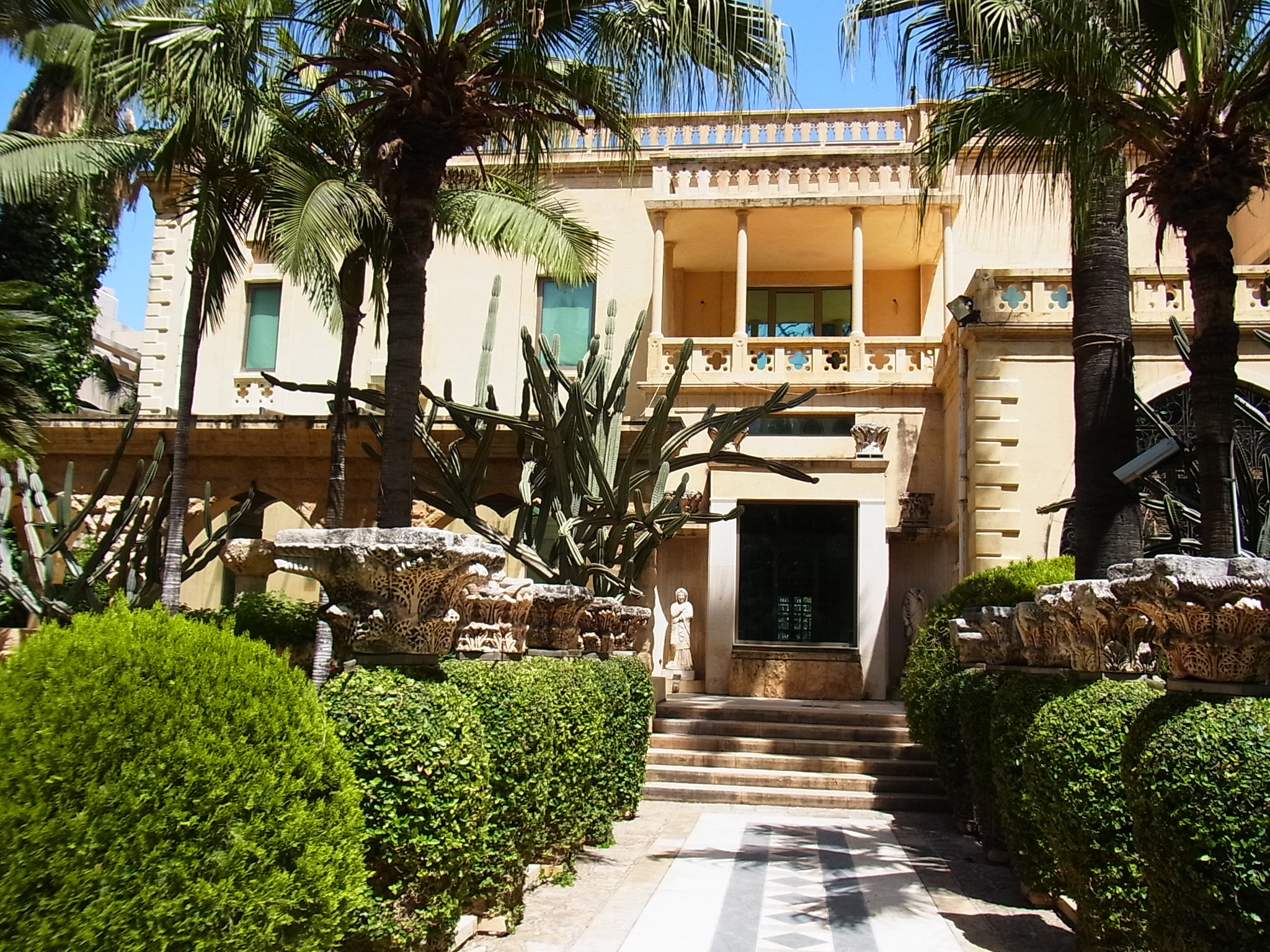
Vue du musée.

Le musée est inauguré le 11 mai 2006. Il abrite des objets archéologiques, des objets d'art reflétant différents courants d'art oriental et d'art occidental, une collection de livres rares, de la porcelaine chinoise, des céramiques, etc.,. L'architecture et le décor du palais mélangent différents styles. Des panneaux décoratifs datant du XVIIe siècle sont remarquables. Henri Pharaon y a collectionné des objets en provenance de Syrie qui y subsistent en grande partie. Les collections présentent des mosaïques byzantines, des marbres antiques romains, des sculptures, jarres et poteries, colonnes, armes anciennes, tapis uniques, pièces d'orfèvrerie, pierres précieuses rares, icônes melkites, et manuscrits précieux.